# Grimm legszebb meséi (anime)
A Grimm legszebb meséi (グリム名作劇場; Gurimu meiszaku gekidzsó; Hepburn: Gurimu meisaku gekijō; angol címén Grimm’s Fairy Tale Classics) számos országban, köztük Magyarországon is vetített, és megjelent japán animesorozat, amely a Grimm fivérek legnépszerűbb meséit dolgozza fel két évadban, összesen 47 epizódban.
Az animesorozat Szaitó Hirosi rendezésében és a Nippon Animation gyártásában készült. Japánban a TV Asahi vetítette, a 24 epizódból álló első évadot 1987. október 21. és 1988. március 3. között, míg a Sin Gurimu meiszaku gekidzsó (新グリム名作劇場; Hepburn: Shin Gurimu meisaku gekijō) cím alatt futó, 23 epizódos második évadot 1988. október 2. és 1989. március 26. között.
Az epizódok nem összefüggőek, minden rész egy-egy klasszikus mesére összpontosít (néhány mesét több epizódban dolgoztak fel). Minden történet tartja magát az eredeti mesék főbb momentumaihoz, de a készítők némiképp mindegyiken módosítottak, hozzáadva saját elképzeléseiket, ami ezáltal különlegesebbé teszi őket. Bár elsősorban gyermekek számára készült a sorozat, néhány részében mégis találhatóak deviánsabb, félelmetesebb jelenetek, főleg a második évad negatív karaktereinek ábrázolásában.
Magyarországon sorozatot a Tower Videó jelentette meg VHS-en, majd DVD-n. Televízióban az Antenna 3, majd utódja, az Msat és a Szív TV vetítette az 1990-es évek közepétől, majd a Minimax 2000-től. 2002-től a Hálózat TV is sugározta, ami gyakorlatilag az MSat (és a Szív TV) utódja volt.

## Epizódok

### 1. évad – Gurimu meiszaku gekidzsó
| #  | Epizód címe | Feldolgozott mese                     | Első japán sugárzás |
| -- | --- | ------------------------------------- | ------------------- |
| 1  | A brémai muzsikusok Bremen no ongaku tai (ブレーメンの音楽隊; Burémen no ongaku tai; Hepburn: Burēmen no ongaku tai)             | Brémai muzsikusok                     | 1987. október 21.   |
| 2  | Jancsi és Juliska Hansel to Gretel (ヘンゼルとグレーテル; Henzeru to Guréteru; Hepburn: Henzeru to Gurēteru)                     | Jancsi és Juliska                     | 1987. október 28.   |
| 3  | A békakirály, 1. rész Kaeru to ódzso (かえると王女; Hepburn: Kaeru to ōjo)                                                       | A békakirály                          | 1987. november 4.   |
| 4  | A békakirály, 2. rész Kaeru to ódzso (かえると王女; Hepburn: Kaeru to ōjo)                                                       | A békakirály                          | 1987. november 11.  |
| 5  | Piroska és a farkas Akazukin (赤ずきん; Hepburn: Akazukin)                                                                       | Piroska és a farkas                   | 1987. november 18.  |
| 6  | Az aranylúd Kin no gacsó (金のがちょう; Hepburn: Kin no gachō)                                                                   | Az aranylúd                           | 1987. november 25.  |
| 7  | Csizmás Kandúr, 1. rész Nagagucu o haita neko (長靴をはいた猫; Hepburn: Nagagutsu o haita neko)                                  | Csizmás Kandúr                        | 1987. december 2.   |
| 8  | Csizmás Kandúr, 2. rész Nagagucu o haita neko (長靴をはいた猫; Hepburn: Nagagutsu o haita neko)                                  | Csizmás Kandúr                        | 1987. december 9.   |
| 9  | Hófehér és Rózsapiros Jukisiro to Barabeni (ゆき白とばら紅; Hepburn: Yukishiro to Barabeni)                                      | Hófehér és Rózsapiros                 | 1987. december 16.  |
| 10 | Hófehérke, 1. rész Sirajukihime (白雪姫; Hepburn: Shirayukihime)                                                                 | Hófehérke                             | 1987. december 23.  |
| 11 | Hófehérke, 2. rész Sirajukihime (白雪姫; Hepburn: Shirayukihime)                                                                 | Hófehérke                             | 1987. december 30.  |
| 12 | Hófehérke, 3. rész Sirajukihime (白雪姫; Hepburn: Shirayukihime)                                                                 | Hófehérke                             | 1988. január 6.     |
| 13 | Hófehérke, 4. rész Sirajukihime (白雪姫; Hepburn: Shirayukihime)                                                                 | Hófehérke                             | 1988. január 13.    |
| 14 | A hat igaz ember 6 nin no go ukecu (6人のごうけつ; Hepburn: 6 nin no go uketsu)                                                  | A hat igaz ember                      | 1988. január 20.    |
| 15 | Az élet vize Inocsi no mizu (命の水; Hepburn: Inochi no mizu)                                                                    | Az élet vize                          | 1988. január 27.    |
| 16 | Kékszakáll Aohige (青ひげ; Hepburn: Aohige)                                                                                      | Kékszakáll                            | 1988. február 3.    |
| 17 | Jorinde és Joringel Jorinde to Joringel (ヨリンデとヨリンゲル; Jorinde to Joringeru; Hepburn: Yorinde to Yoringeru)              | Jorinde és Joringel                   | 1988. február 10.   |
| 18 | Csipkerózsika Nobara hime (野ばら姫; Hepburn: Nobara hime)                                                                       | Csipkerózsika                         | 1988. február 17.   |
| 19 | A vén Szultán Sultan dzsiiszan (ズルタンじいさん; Zurutan dzsiiszan; Hepburn: Zurutan jiisan)                                    | A vén Szultán                         | 1988. február 24.   |
| 20 | Szakállka király Cugumi no hige no ószama (つぐみのひげの王さま; Hepburn: Tsugumi no hige no ōsama)                              | Szakállka király                      | 1988. március 2.    |
| 21 | Az ördög három kérdése Akuma to dai maó (悪魔と大魔王; Hepburn: Akuma to dai maō)                                                | Az ördög s az ő három arany hajaszála | 1988. március 9.    |
| 22 | Széttáncolt cipellők Odorinui te boroboro ni naru kucu (踊りぬいてボロボロになる靴; Hepburn: Odorinui te boroboro ni naru kutsu) | A széttáncolt cipellők                | 1988. március 16.   |
| 23 | Hamupipőke, 1. rész Cinderella (シンデレラ; Sinderera; Hepburn: Shinderera)                                                      | Hamupipőke                            | 1988. március 23.   |
| 24 | Hamupipőke, 2. rész Cinderella (シンデレラ; Sinderera; Hepburn: Shinderera)                                                      | Hamupipőke                            | 1988. március 30.   |

### 2. évad – Sin Gurimu meiszaku gekidzsó
| #       | Epizód címe | Feldolgozott mese                 | Első japán sugárzás |
| ------- | --- | --------------------------------- | ------------------- |
| 25 (1)  | Üveggömb Szuisó no tama (水晶の玉; Hepburn: Suishō no tama)                                                                            | A kristálygolyó                   | 1988. október 2.    |
| 26 (2)  | Rókáné esküvője Oku szama kicune no go konrei (おくさま狐のご婚礼; Hepburn: Oku sama kitsune no go konrei)                             | Rókáné menyegzője                 | 1988. október 9.    |
| 27 (3)  | Szépség és a Szörnyeteg Nacu no niva to fuju no niva no hanasi (夏の庭と冬の庭の話; Hepburn: Natsu no niwa to fuyu no niwa no hanashi) | A szépség és a szörnyeteg         | 1988. október 16.   |
| 28 (4)  | Szamárkáposzta Kjabecu roba (キャベツろば; Hepburn: Kyabetsu roba)                                                                     | Szamárkáposzta                    | 1988. október 23.   |
| 29 (5)  | Galambbegy Rapunzel (ラプンツェル; Rapunceru; Hepburn: Rapuntseru)                                                                     | Rapunzel                          | 1988. október 30.   |
| 30 (6)  | Az erdei anyó Mori no naka no baaszan (森のなかのばあさん; Hepburn: Mori no naka no baasan)                                            | Az erdei anyóka                   | 1988. november 13.  |
| 31 (7)  | A sírhalom Do mandzsú (どまんじゅう; Hepburn: Do manjū)                                                                                | A sírhalom                        | 1988. november 20.  |
| 32 (8)  | A farkas meg a róka Ókami to kicune (狼と狐; Hepburn: Ōkami to kitsune)                                                                | A farkas meg a róka               | 1988. november 27.  |
| 33 (9)  | Holle anyó Hore no obaszan (ホレのおばさん; Hepburn: Hore no obasan)                                                                   | Holle anyó                        | 1988. december 4.   |
| 34 (10) | Hat hattyú Roku va no hakucsó (六羽の白鳥; Hepburn: Roku wa no hakuchō)                                                                | A hat hattyú                      | 1988. december 11.  |
| 35 (11) | Az erdei lány Szen biki gava (千びき皮; Hepburn: Sen biki gawa)                                                                        | Gereznabarka                      | 1988. december 18.  |
| 36 (12) | A két testvérke Ane to otóto (姉と弟; Hepburn: Ane to otōto)                                                                           | Boriska és Gyurika                | 1988. december 25.  |
| 37 (13) | A fortélyos fivérek Meidzsin jon nin kjódai (名人四人兄弟; Hepburn: Meijin yon nin kyōdai)                                             | A négy fortélyos testvér          | 1989. január 15.    |
| 38 (14) | A palackba zárt szellem Garaszubin no naka no bakemono (ガラス瓶の中の化け物; Hepburn: Garasubin no naka no bakemono)                  | A palackba zárt szellem           | 1989. január 22.    |
| 39 (15) | Vaskályha Tetsu no Stove (鉄のストーブ; Tecu no Szutóbu; Hepburn: Tetsu no Sutōbu)                                                     | A vaskályha                       | 1989. január 29.    |
| 40 (16) | Medvebőr Kuma no kava o kita otoko (熊の皮をきた男; Hepburn: Kuma no kawa o kita otoko)                                                | Medvebőr                          | 1989. február 5.    |
| 41 (17) | A nyúl és a sün Uszagi to hari nezumi (兎とはりねずみ; Hepburn: Usagi to hari nezumi)                                                  | A nyúl meg a sün                  | 1989. február 12.   |
| 42 (18) | Vas János Tecu no Hans (鉄のハンス; Tecu no Hanszu; Hepburn: Tetsu no Hansu)                                                           | Vas Jankó                         | 1989. február 19.   |
| 43 (19) | Hetet egy csapásra Júkan na csibi no sitateja (勇敢なチビの仕立て屋; Hepburn: Yūkan na chibi no shitateya)                             | A vitéz szabólegény               | 1989. február 26.   |
| 44 (20) | A cinke és a medve Miszoszazai to kuma (みそさざいと熊; Hepburn: Misosazai to kuma)                                                    | A cinke és a medve                | 1989. március 5.    |
| 45 (21) | Krumplirózsa Jószei no namae (妖精の名前; Hepburn: Yōsei no namae)                                                                     | Krumplirózsa                      | 1989. március 12.   |
| 46 (22) | Tavitündér Ike ni szumu mizu no madzso (池に住む水の魔女; Hepburn: Ike ni sumu mizu no majo)                                           | A vízitündér                      | 1989. március 19.   |
| 47 (23) | Halálos keresztapa Sinigami no nazuke oja (死神の名づけ親; Hepburn: Shinigami no nazuke oya)                                           | Akinek a halál volt a keresztapja | 1989. március 26.   |

## Szinkronhangok

### Japán
Gyakori szinkronhangok
Horie Micuko, Hasze Szandzsi, Ogata Kenicsi, Nakao Rjúszei, Kató Oszamu, Szava Ricuo, Kojama Mami, Honda Csieko, Aszó Mijoko, Csiba Sigeru, Nagai Icsiró, Komija Kazue, Kikucsi Maszami, Mijaucsi Kóhei, Curu Hiromi, Jamamoto Juriko, Tanaka Majumi, Uemura Noriko, Szakamoto Csika, Sioja Kózó
Időnként hallható színészek
Fudzsii Kajoko, Fudzsita Tosiko, Genda Tessó, Ginga Bandzsó, Hori Kacunoszuke, Inoue Kazuhiko, Izava Hirosi, Jamagucsi Nana, Janami Dzsódzsi, Kamijama Takuzó, Ócuka Csikao, Simada Bin, Simamoto Szumi, Sioja Joku, Siozava Kaneto, Takamori Josino, Tamagava Szakiko, Vakamoto Norio

### Angol
Robert Axelrod, Rebecca Forstadt, Barbara Goodson, Melora Harte, Steve Kramer, Ted Layman, Dave Mallow, Melanie MacQueen, Leonard Pyke, Mike Reynolds, Philece Sampler, Brianne Siddall, Dan Woren

### Magyar
A sorozat egyes részeiben többször hallhatjuk ugyanazokat a magyar szinkronhangokat.
A sorozat magyar változatának elkészítésében részt vevő leggyakrabban hallható színészek: Balázsi Gyula, Biró Anikó, Boros Zoltán, Dudás Eszter, Fekete Zoltán, Galambos Péter, Holl Nándor, Horányi László, Horkai János, Juhász Jácint, Madarász Éva, Mics Ildikó, Rácz Kati, Szabó Endre, Varga T. József és Várkonyi András.
Ezen kívül szerepelt benne Andresz Kati, Áron László, Bajza Viktória, Bartucz Attila, Beratin Gábor, Beregi Péter, Bessenyei Emma, Bodor-Palkó Pál, Bognár Zsolt, Bor Zoltán, Czigány Judit, Cs. Németh Lajos, Csík Csaba, Csík Csaba Krisztián, Csizmadia Gabi, Csonka András, Dimulász Miklós, Dögei Éva, Fabó Györgyi, Felföldi László, Földi Tamás, Gaál Péter, Gyevát Ottó, Győri Ilona, Halász Aranka, Harsányi Attila, Hámori Eszter, Imre István, Janovics Sándor, Kardos Gábor, Kassai Ilona, Keresztes Sándor, Kiss Erika, Komlós András, Koncz Zsuzsa, Koppány Zoltán, Kovács Zoltán, Kozári Zita, Kökényesi Gábor, Kránitz Lajos, Lakatos László, Lőrincz Ágnes, Magyar F. Zoltán, Martin Márta, Mátrai Teréz, Molnár Levente, Németh Gábor, Németh László, Oláh Bódi Éva, Paulovics János, Pósán Ildikó, Pusztaszeri Kornél, Rékai Nándor, Riha Zsófia, Rosta Sándor, Salinger Gábor, Scheffer Ágnes, Simon Eszter, Somlai Edina, Szabó Ottó, Szennyai Mária, Szokol Péter, Szoó György, Udvarias Anna, Urbán Andrea, Varga Tamás, Várhegyi Teréz, Vennes Emmy, Végh Ferenc, Zágoni Zsolt, Zsigmond Tamara, Zsíros Ágnes, Zsolnai Júlia és Zsombó Krisztina is.

## Zene
A Grimm legszebb meséi zenéjét Simazu Hideo szerezte. Mindkét évadban ugyanaz a nyitó- és zárótéma csendül fel, előbbi a Nidzsi no hasi (虹の橋; Hepburn: Niji no hashi), utóbbi a Vatasi no macsi va Merry-Go-Round (私の町はメリーゴーランド; Vatasi no macsi va Merígórando; Hepburn: Watashi no machi wa Merry-Go-Round / Watashi no machi wa Merīgōrando), mindkettőt Hasimoto Usio adja elő. Az angol nyelvű változat kísérőzenéjét Haim Saban és Shuki Levy komponálta, legtöbbjük a My Favorite Fairy Tales című sorozatból származik, azok újrafelhasználása. A magyar nyelvű változat főcímét Mics Ildikó énekelte.

## Magyar VHS- és DVD-kiadás
Magyarországon a Tower Videó adta ki a sorozatot VHS-en az 1990-es években, majd 2005–2007 között DVD-n. A részek sorrendje sem a VHS kazettákon, sem a DVD-ken nincs tartva, a kazetták többsége két, míg a DVD-lemezek többsége három epizódot tartalmaz. A farkas és a róka című epizódot csak a VHS-kiadás tartalmazza.

### DVD-kiadványok
| #  | Cím                    | Kiadás dátuma     | Epizódok                                                        |
| -- | ---------------------- | ----------------- | --------------------------------------------------------------- |
| 1  | Holle anyó             | 2005. március 22. | Holle anyó; A palackba zárt szellem; Üveggömb                   |
| 2  | Jancsi és Juliska      | 2005. március 22. | Jancsi és Juliska; Krumplirózsa; Medvebőr                       |
| 3  | Hat igaz ember         | 2006. április 11. | Hat igaz ember; A szépség és a szörnyeteg; A halálos keresztapa |
| 4  | Hamupipőke             | 2006. április 11. | Hamupipőke (1–2. rész); Az erdei anyó                           |
| 5  | Hófehérke              | 2006. április 11. | Hófehérke (1–4. rész)                                           |
| 6  | Szamárkáposzta         | 2006. április 11. | Szamárkáposzta; Galambbegy; Vas Jankó                           |
| 7  | A brémai muzsikusok    | 2006. október 31. | A brémai muzsikusok; Az aranylúd; Az élet vize                  |
| 8  | Csipkerózsika          | 2006. november 7. | Csipkerózsika; Kékszakáll; Jorinde és Joringel                  |
| 9  | Piroska és a farkas    | 2006. november 7. | Piroska és a farkas; Szakállka király; Tavitündér               |
| 10 | A békakirály           | 2006. november 8. | A fortélyos fivérek; A békakirály (1–2. rész)                   |
| 11 | A nyúl és a sün        | 2007. március 20. | A nyúl és a sün; Vaskályha; A két testvérke                     |
| 12 | A vén szultán          | 2007. március 20. | A vén Szultán; Az erdei lány; Hófehér és Rózsapiros             |
| 13 | Széttáncolt cipellők   | 2007. március 20. | Széttáncolt cipellők; Hetet egy csapásra; A cinke és a medve    |
| 14 | Az ördög három kérdése | 2007. november 1. | Az ördög három kérdése; Rókáné esküvője; A sírhalom             |
| 15 | Csizmás kandúr         | 2007. november 1. | Csizmás Kandúr (1–2. rész); Hat hattyú                          |